# Championnat du Guyana de football 1998-1999
Navigation
Saison 2000
La saison 1998-1999 du Championnat du Guyana de football est la huitième édition du championnat national au Guyana. Douze équipes, qualifiées par le biais des six championnats régionaux, s'affrontent lors de la compétition, jouée sous forme de rencontres à élimination directe.
C'est le club de Santos FC, basé dans la capitale Georgetown, qui remporte la compétition cette saison après avoir battu l'autre représentant de la ville, Fruta Conquerors. Il s’agit du troisième titre de champion du Guyana de l'histoire du club.

## Les clubs participants
- Championnat de Georgetown :
  - Santos FC
  - Fruta Conquerors
- Championnat de Mahaica-Berbice :
  - Arsenal FC
  - Rosignol United
- Championnat du Haut-Demerara :
  - Topp XX
  - MSC Lions
- Championnat de Demerara-Occidental :
  - Pouderoyen FC
  - Uitvlugt FC
- Championnat de Cuyuni-Mazaruni :
  - YSM Beacons
  - Wolves United
- Championnat de Demerara-Mahaica :
  - Golden Stars FC
  - BV/Triumph United

## Compétition

### Premier tour
| Équipe 1    | Résultat | Équipe 2              | Aller | Retour |
| ----------- | -------- | --------------------- | ----- | ------ |
| Santos FC   | 5 - 1    | Rosignol United       | 3 - 0 | 2 - 1  |
| Topp XX     | 6 - 1    | Golden Stars FC       | 3 - 0 | 3 - 1  |
| YSM Beacons | 3 - 4    | Pouderoyen FC         | 3 - 2 | 0 - 2  |
| Arsenal FC  | 2 - 4    | Fruta Conquerors      | 1 - 0 | 1 - 4  |
| MSC Lions   | 2 - 4    | BV/Triumph United     | 1 - 1 | 1 - 3  |
| Uitvlugt FC | -        | Wolves United forfait | -     | -      |

### Quarts de finale
Deux des six équipes encore en lice sont exemptées de quart de finale et accèdent directement aux demi-finales du championnat.
| Équipe 1          | Résultat | Équipe 2    | Aller | Retour |
| ----------------- | -------- | ----------- | ----- | ------ |
| Pouderoyen FC     | 3 - 6    | Santos FC   | 2 - 4 | 1 - 2  |
| Topp XX           | 5 - 3    | Uitvlugt FC | 4 - 2 | 1 - 1  |
| Fruta Conquerors  | -        | exempt      | -     | -      |
| BV/Triumph United | -        | exempt      | -     | -      |

### Demi-finales
| Équipe 1          | Résultat      | Équipe 2         | Aller | Retour |
| ----------------- | ------------- | ---------------- | ----- | ------ |
| Topp XX           | 2 - 3         | Fruta Conquerors | 1 - 1 | 1 - 2  |
| BV/Triumph United | 2 - 2 3-4 tab | Santos FC        | 1 - 1 | 1 - 1  |

### Finale
| 24 janvier 1999 | Santos FC       | 0 - 0 | Fruta Conquerors |  |  |
|                 |                 |       |                  |  |  |
|                 | Tirs au but 4-2 |       |                  |  |  |

## Bilan de la saison
| Championnat du Guyana de football 1998-1999 |                      |
| Champion                                    | Santos FC (3e titre) |
| Promotions et relégations                   |                      |
| Promus en NBIC Football Tournament          | Aucun                |
| Relégués                                    | Aucun                |